# 244932 Méliés
A 244932 Méliés (ideiglenes jelöléssel 2003 XW21) a Naprendszer kisbolygóövében található aszteroida. B. Christophe fedezte fel 2003. december 15-én.